# بيندكت فرنانديز
بيندكت فرنانديز (13 ديسمبر 1984 في الفلبين - ) هو لاعب كرة سلة فلبيني في مركز الهجوم خلفي. لعب مع سان ميغيل بيرمن وPhilippine Patriots ‏ وOracle Residences Titans ‏.